# 巽悟朗
巽 悟朗（たつみ ごろう、1935年7月18日 - 2003年12月23日）は、元大阪証券取引所社長、光世証券創業者。北浜の風雲児の異名を取った。

## 人物
大阪市船場生まれ。同志社高等学校、同志社大学経済学部卒。アメリカンフットボール選手や応援団長を経験。卒業後、山源証券（後のヤマゲン証券、現・マディソン証券）に入社。1961年、25歳にして光世証券を創業、一代で東証一部上場企業に育て上げた。
2000年、大阪証券取引所理事長に就任。2001年、大阪証券取引所初代社長に就任。ナスダック・ジャパン市場（現・新ジャスダック市場）を創設。
長男である大介は現・光世証券社長。

## 受賞
- 1996年、藍綬褒章[2]。
- 2004年（没後）、正五位・旭日中綬章[2]。